# آلية اقتناء تاجسام

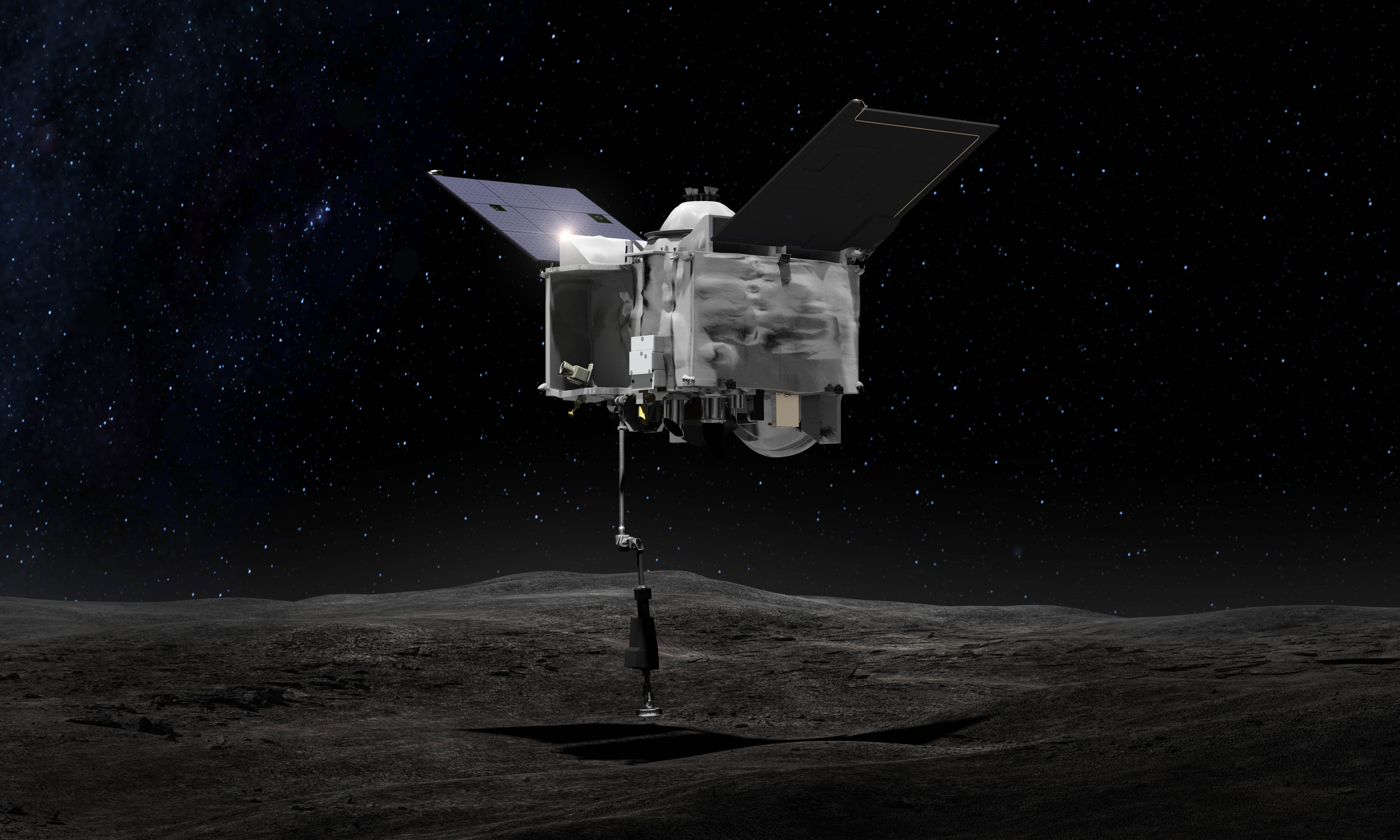
رسم توضيحي لـآلية أقتناء تاجسام على مسبار الفضاء OSIRIS-REx المسبار

آلية اقتناء عينات TAGSAM أو آلية اقتناء عينات بطريقة تلامس- ثم- اذهب Touch-and-Go ، هي ذراع آلية على المسبار الفضائي أوزيريس-ركس لجمع عينة من كويكب 101955 Bennu .  تم إطلاق OSIRIS-REx في عام 2016 ، ووصل إلى الكويكب بينو في ديسمبر 2018 مع خطط لدراسة الكويكب وإعادة عينات إلى الأرض بحلول عام 2023.   

## نظرة عامة
تاجسام TAGSAM هي ذراع آلية متصلة بالجسم الرئيسي للمركبة الفضائية أوزيريس-ركس تجمع عينة من الكويكب بينو وتضع العينات في مركبة العودة إلى الأرض.  يبلغ قطر الكويكب بينو حوالي 500 متر وله جاذبية منخفضة جدًا ، لذلك يجب أن يقوم الذراع بالتجميع في جاذبية قريبة من الصفر ، ومع ذلك لا يزال يتعامل مع بعض قوى الجاذبية من الكويكب.  إحدى المشكلات المتعلقة بالكويكبات الصغيرة هي بيئتها الجاذبية الفريدة ، وأصبح الكويكب بينو أصغر جسم تدور حوله مركبة فضائية. 
تم تصميم ذراع التقات العينات هذا لأخذ ما يصل إلى ثلاث عينات من سطح الكويكب.  يتم تعبئة رأس التجميع باستخدام حقن غاز النيتروجين الذي يحرك الثرى .  يبلغ طول الذراع حوالي 11 قدم (3.4 متر) وبها ثلاث مفاصل لتحسين اقتناء العينة .  سوف تحصل الكاميرا SamCam على صور لرأس جمع العينة.  جزءان رئيسيان من تاجسام هما الذراع الآلية ورأس جمع العينات. 
يتم استخدام الذراع جنبًا إلى جنب مع عدة أدوات على المركبة الفضائية بما في ذلك ثلاث كاميرات وثلاثة مقاييس طيفية ومقياس ارتفاع بالليزر . 
تم تصنيع وحدتي TAGSAM متطابقتين ، واحدة للاستخدام على المركبة الفضائية تسمى وحدة الطيران والأخرى للاختبار على الأرض تسمى وحدة التأهيل . 

رسم متحرك للذراع TAGSAM

## الجدول الزمني

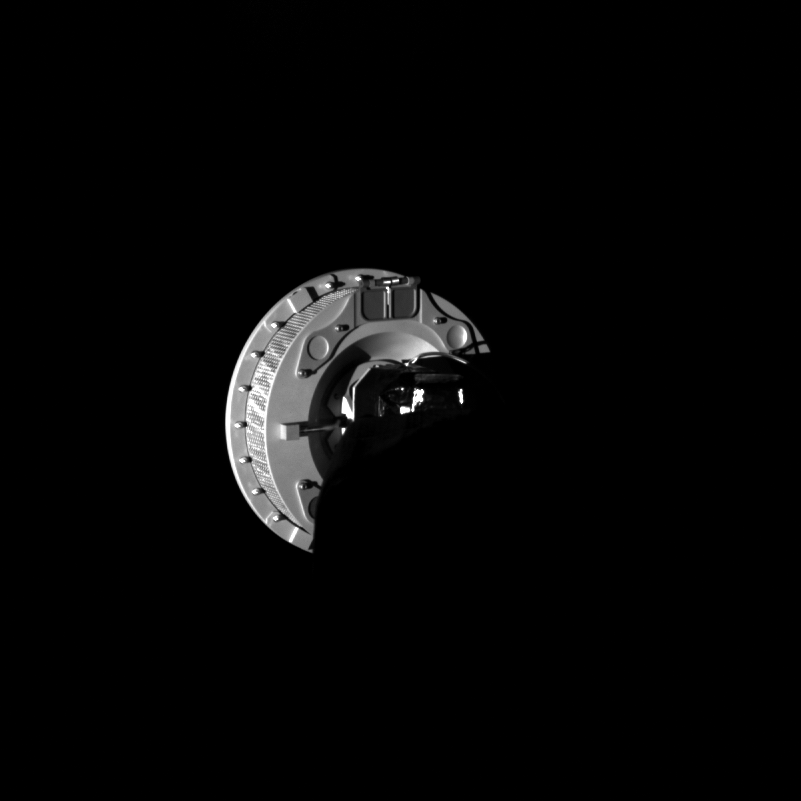
تم تصوير رأس تاجسام أثناء الطيران بواسطة كاميرا SamCam من مسبار أوزيريس-ريكس في 14 نوفمبر 2018 ، بعد مد الذراع بالكامل لأول مرة وقبل بضعة أسابيع من الوصول إلى الكويكي بينو.

- 17 تشرين الأول (أكتوبر) 2018 - التخلص من غطاء الرأس تاجسام [7]
- 25 أكتوبر 2018 - أطلق Frangibolts ، لتحرير حركة ذراع تاجسام [4]
- 14 نوفمبر 2018 - تمديد ذراع تاجسام بالكامل لأول مرة [4] [11]
- 15 أبريل 2020 - مناورة استباقية يؤديها أوزيريس ريكس [12] [13]
- 20 أكتوبر 2020 - نشر تاجسام وجمع العينات بنجاح [14]
- إعادة العينات إلى الأرض بحلول عام 2023.[1] [2] [3]

## أنظر أيضا
- أوزوريس-ركس
- سيزار
- الذراع الروبوتية
- مهمة عودة العينة

## روابط خارجية
- رسم تخطيطي لـ TAGSAM
- اكتمل اختبار تاجسام : تم تجهيز OSIRIS-REx لتصوير كويكب
- رسم متحرك لـتاجسام وهو يتخلص من غطاء الرأس